# Tyrell Terry
Tyrell Terry (Minneapolis, Minnesota, 28 de septiembre de 2000) es un exjugador de baloncesto estadounidense que disputó dos temporadas como profesional en la NBA. Con 1,91 metros de estatura, ocupaba la posición de base. 

## Trayectoria deportiva

### Universidad
Jugó una temporada con los Cardinal de la Universidad de Stanford, en la que promedió 14,6 puntos, 4,5 rebotes, 3,2 asistencias y 1,4 robos de balón por partido. Al término de la temporada fue incluido en el mejor quinteto de novatos de la Pac-12 Conference.
En abril de 2020 se declaró elegible para el Draft de la NBA, renunciando a los tres años de universidad que le quedaban, confirmándolo a finales del mes de julio.

#### Estadísticas
| Año     | Equipo   | PJ | PT | MPP  | %TC  | %3P  | %TL  | RPP | APP | ROB | TPP | PPP  |
| ------- | -------- | -- | -- | ---- | ---- | ---- | ---- | --- | --- | --- | --- | ---- |
| 2019–20 | Stanford | 31 | 31 | 32.6 | .441 | .408 | .891 | 4.5 | 3.2 | 1.4 | .1  | 14.6 |

### Profesional
Fue elegido en la trigésimo primera posición del Draft de la NBA de 2020 por los Dallas Mavericks.
El 25 de diciembre de 2021 firmó un contrato de 10 días con los Memphis Grizzlies. El 1 de enero de 2022, firmó un contrato dual. Tras dos encuentros con el primer equipo, el 2 de julio, es cortado por los Grizzlies.
El 15 de diciembre de 2022 anuncia su retirada del baloncesto profesional en sus redes sociales, tras lidiar con problemas de ansiedad causadas por el baloncesto profesional. Pero el 3 de agosto de 2024 regresó para fichar por el CSP Limoges de la LNB Pro A francesa. Solo llegó a disputar dos partidos, en los que promedió 8 puntos, 1,5 rebotes y 1,5 asistencias, antes de dejar el club.

## Estadísticas de su carrera en la NBA

### Temporada regular
| Año     | Equipo  | PJ | PT | MPP | %TC   | %3P  | %TL  | RPP | APP | ROB | TPP | PPP |
| ------- | ------- | -- | -- | --- | ----- | ---- | ---- | --- | --- | --- | --- | --- |
| 2020-21 | Dallas  | 11 | 0  | 5.1 | .313  | .000 | .333 | .5  | .5  | .5  | .0  | 1.0 |
| 2021-22 | Memphis | 2  | 0  | 1.5 | 1.000 | –    | –    | .0  | .0  | .0  | .0  | 1.0 |
| Total   | Total   | 13 | 0  | 4.5 | .353  | .000 | .333 | .5  | .5  | .4  | .0  | 1.0 |